# فرجا هلنبرگ
فرجا هلنبرگ (انگلیسی: Freja Hellenberg؛ زادهٔ ۳ سپتامبر ۱۹۸۹) بازیکن فوتبال اهل سوئد است.
از باشگاه‌هایی که در آن بازی کرده‌است می‌توان به دیوری گردن اشاره کرد.